# Foulardierung

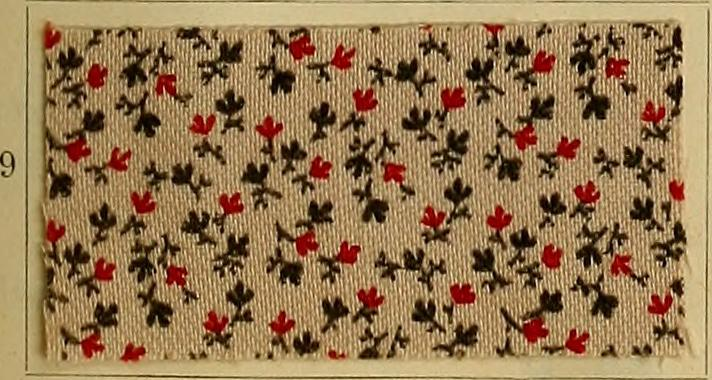
Baumwolldruck. Alazarin-Roth und Anilin-Schwarz mit Benzidinfarbstoffen überklotzt.
(Farbenfabriken vorm. Friedr. Bayer & Co., 1901)

Unter Foulardierung, Klotzen oder Vollbadimprägnierung versteht man ein Verfahren zur Nassbehandlung von Textilien (Geweben, Maschenware und Vliesstoffe) auf einer Foulardmaschine.
Die Ware (Substrat) wird im breiten Zustand durch einen Trog geleitet. In diesem Trog befindet sich die Flotte (zum Beispiel Appreturflotte, Färbeflotte oder Ähnliches). Danach wird das ausgerüstete Substrat durch zwei oder mehrere Walzenpaare geleitet, um den Flottenüberschuss auf ein genau definiertes Maß abzuquetschen und die Ware weiter zu transportieren. 
Die Menge der aufgenommenen Flotte wird in Prozent zum Rohwarengewicht angegeben. Eine Flottenaufnahme (oder auch Abquetscheffekt) von 70 % bedeutet, dass 100 kg Rohware 70 kg Flotte aufnehmen.
Der Foulardierprozess ist ein wichtiger und weitverbreiteter Textilveredlungsschritt, der hauptsächlich bei der Veredlung großer Metragen eingesetzt wird und bei dem sich nach der Foulardmaschine fast immer ein Trocknungs- oder Fixierapparat anschließt, mit dem die aufgenommene Flotte auf dem Substrat getrocknet und/oder fixiert wird.
- Das Klotz-Dämpfverfahren ist ein kontinuierliches Färbeverfahren[1] und heute das einzige Färbeverfahren von industrieller Bedeutung.
- Das Klotz-Jigger-Verfahren ist ein diskontinuierliches Verfahren zum Aufklotzen der Farbe und auf Jigger entwickeln (Pad-Steam-Verfahren). Im Jigger wird das Färbegut in gespannten und faltenfreien Zustand durch die Farbflotte geführt. Dies garantiert eine gleichmäßige Farbverteilung über die ganze Breite.[1][2]

- Das Klotz-Kaltverweilverfahren (KKV) ist ein halbkontinuierliches Färbeverfahren. Die Farben (meist Reaktivfarbstoffe) werden aufgeklotzt und auf Jigger entwickelt.[1] Die Ware wird anschließend aufgerollt (aufgedockt), die Rolle in Folie verpackt und bei Raumtemperatur unter langsamer Rotation belassen, bis eine gleichmäßige Durchfärbung und Fixierung erreicht ist. Anschließend wird die Ware gespült. Der Prozess spart Energie und ist ökologisch und ökonomisch vorteilhaft.[3][2]